# Taypichulo
Taypichulo (auch Taipichulo) ist eine Ortschaft im Departamento La Paz im südamerikanischen Anden-Staat Bolivien.

## Lage im Nahraum
Taypichulo ist der sechstgrößte Ort des Kanton Mecapaca im Municipio Mecapaca in der Provinz Murillo. Die Ortschaft liegt in einer Höhe von 2995 m am linken Ufer des Río de la Paz, der von der Departamento-Hauptstadt La Paz kommend nach Süden hin zum Río Beni hin fließt.

## Geographie
Taypichulo liegt an den Ostabhängen der Anden-Gebirgskette der Cordillera Central am Übergang zum bolivianischen Tiefland. Das Klima der Region ist ein typisches Tageszeitenklima, bei dem die mittlere Schwankung der Temperaturen im Tagesverlauf deutlicher ausfällt als im Jahresverlauf.
Die Jahresdurchschnittstemperatur der Region liegt bei etwa 16 °C (siehe Klimadiagramm Mecapaca), die Monatswerte schwanken zwischen knapp 14 °C im Juni/Juli und knapp 18 °C im November. Der Jahresniederschlag beträgt etwa 550 mm, bei einer ausgeprägten Trockenzeit von April bis September und einer kurzen Feuchtezeit von Dezember bis März.

## Verkehrsnetz
Taypichulo liegt in einer Entfernung von 21 Straßenkilometern südlich von La Paz, der Hauptstadt des gleichnamigen Departamentos.
Von La Paz führt eine Landstraße in südlicher Richtung vorbei am Valle de la Luna (Mondtal) und der Ortschaft Mallasa auf der linken Seite des Río de la Paz über Huajchilla und Taypichulo nach Mecapaca.

## Bevölkerung
Die Einwohnerzahl der Ortschaft ist im vergangenen Jahrzehnt um knapp ein Drittel angestiegen:
| Jahr | Einwohner         | Quelle       |
| ---- | ----------------- | ------------ |
| 1992 | keine Detaildaten | Volkszählung |
| 2001 | 624               | Volkszählung |
| 2012 | 789               | Volkszählung |
| 2024 |                   | Volkszählung |

Die Region weist einen hohen Anteil an Aymara-Bevölkerung auf, im Municipio Mecapaca sprechen 83,0 Prozent der Bevölkerung Aymara.